# Otto Brodde
Otto Brodde (* 21. März 1910 in Gilgenburg, Ostpreußen; † 24. August 1982 in Hamburg) war ein deutscher Kirchenmusiker und Professor für Liturgik, Kirchenmusikgeschichte und Hymnologie.

## Leben
Brodde wuchs in Dortmund auf und erhielt dort schon früh Musikunterricht bei Otto Heinermann. 1927 war er Organist und Kantor an der Rothkirchkapelle in Dortmund. Von 1929 bis 1935 studierte er Musikwissenschaft, Evangelische Theologie und Germanistik in Königsberg und Münster. Seine Lehrer waren Karl Gustav Fellerer, Werner Korte, Otto Schmitz, Friedrich Schmidt, Otto Pieper, Julius Schwietering und Günther Müller. 1935 wurde er mit einer Arbeit über Johann Gottfried Walther promoviert. 1941 wurde er Kirchenmusiker an der Bugenhagenkirche in Hamburg und Dozent an der Kirchenmusikschule Hamburg, wo er Liturgik, Hymnologie und Kirchenmusikgeschichte unterrichtete. 1950 übernahm er die Kantorenstelle der Evangelischen Stiftung Alsterdorf in Hamburg, wo er auch mit Behinderten arbeitete. 1962 erfolgte die Ernennung zum Kirchenmusikdirektor, 1963 wurde ihm der Professorentitel verliehen. Von 1973 bis zu seinem Tod war er evangelischer Vorsitzender der Arbeitsgemeinschaft für ökumenisches Liedgut.
Joseph Wulf zitiert in seiner Dokumentation über die Musik im Dritten Reich aus Broddes 1937 erschienenen Aufsatz Das Volkslied politisch: „[...] die ganze aus dem Bereich des Individualismus kommende Kunst, auch die Musik, ist am Volk vorbeigeschaffen. Rechnet man alle diese Faktoren […] einmal zusammen, so versteht man es, daß die ‚deutsche‘ Musik bei einem Arnold Schönberg so weit von ihrem Mutterboden abrücken konnte, da er für seine ‚Musik‘ eine abgesonderte Kulturgemeinde, nicht aber das Volk brauchte. Aber erst die Sinnesänderung, der Umbruch 1933 konnten hier einen entscheidenden Wandel schaffen. [...]“

## Schriften (Auswahl)
- Wesen und Aufgabe des ev. Kirchenchores in der Gegenwart, Schwelm 1934
- Johann Crüger. Sein Weg und sein Werk, Leipzig/Hamburg 1936
- Johann Gottfried Walter. Leben und Werk, 1937
- Johann Heermann. Ein Bote des Trostes, Witten 1948
- Wittener Sing- und Spielbuch, Witten 1950
- Johann Sebastian Bach. Kleine Biografie, Kassel/Basel 1950
- mit Christhard Mahrenholz: Chorgebet. Ordnungen und ausgewählte Stücke für Mette und Vesper, Mittagsgebet und Nachtgebet, Kassel 1953
- mit Christa Müller: Das Graduallied. Theologische und kirchenmusikalische Handreichung zum Gemeindesingen, München 1954
- Liturgisches Chorbuch, Berlin 1958
- Kleiner Psalter. Ausgewählte Psalmen und Psalmsprüche, Berlin 1963
- Heinrich Schütz. Weg und Werk, Kassel/Baden/Tours/London 1972
- Musikalische Liturgik. Ein Versuch, Berlin 1980

## Dokumente
Briefe von Otto Brodde befinden sich im Bestand des Leipziger Musikverlages C. F. Peters im Staatsarchiv Leipzig.